# Ray Stevenson
George Raymond Stevenson (Lisburn, 1964. május 25. – Lacco Ameno, Olaszország, 2023. május 21.) északír születésű brit színész.
Stevenson két Marvel Comics-szereplőt formált meg a filmvásznon. 2008-ban Frank Castle-t játszotta A Megtorló – Háborús övezet című akciófilmben, illetve a hangját kölcsönözte a The Super Hero Squad Show című animációs sorozatban (2009–2011). A Thor (2011), a Thor: Sötét világ (2013) és a Thor: Ragnarök (2017) című szuperhősfilmekben Volstagg szerepében tűnt fel. További fontosabb filmjei közé tartozik az Artúr király (2004) és a Nem írnek való vidék (2011), utóbbiban Danny Greene ír maffiavezért alakította.
A filmek mellett televíziós sorozatokból is ismert volt. A Róma című történelmi sorozatban Titus Pullót játszotta 2005 és 2007 között. 2012-ben a Dexter hetedik évadjában vállalt szereplést. A Fekete vitorlák című, 2014 és 2017 között futó történelmi kalandfilmsorozatban Feketeszakáll szerepét osztották rá.
2023. május 21-én, 58 évesen hunyt el, halálának okait nem hozták nyilvánosságra.

## Fiatalkora és családja
Lisburnben, Észak-Írországban született, a Brit Királyi Légierő pilótájaként dolgozó édesapja és ír édesanyja második, egyben középső gyermekeként. 1972-ben, nyolcéves korában költöztek Newcastle upon Tyne Lemington nevű városrészébe, később pedig a Northumberland megyében fekvő Cramlington városába. Stevenson a Bristol Old Vic Theatre School drámaiskola hallgatója lett, ahol huszonkilenc évesen végzett.

## Színészi pályafutása
Stevenson nagyrészt mellékszereplőként tűnt fel játékfilmekben. 1998-ban debütált a filmvásznon A repülés elmélete Kenneth Branagh és Helena Bonham Carter oldalán. Egy dzsigolót alakít, akit a Bonham Carter által alakított szereplő szüzességének elvételéhez bérelnek fel. 2002-ben a No Man's Land című, első világháborús rövidfilmben színészkedett. Ugyanebben az évben a City Central című, rendőrségi témájú sorozatban visszatérő szerepben tűnt fel.
2004-ben az Artúr király című filmben az önfeláldozó Dagonet szerepében volt látható, Clive Owen és Keira Knightley filmes partnereként. 2005 és 2007 között Titus Pullo legionárius főszerepében vált ismertté a BBC és a HBO koprodukciójában készült Róma című történelmi sorozatban.
Legelső filmfőszerepét a 2008-as A helyőrség című skót horrorfilmben kapta, náci zombik ellen harcoló zsoldosként. Ugyanebben az évben az önbíráskodó antihős Frank Castle bőrébe bújt A Megtorló – Háborús övezet című képregényfeldolgozásban. Bár a film bevételi szempontból bukásnak bizonyult, sok dicséret érte a színészt a képregényszereplő hiteles megformálásáért. 2009-ben a The Super Hero Squad Show című animációs sorozatban ismét a Megtorlót alakította, ezúttal szinkronszínészként. 
2010-ben negatív szereplőként tűnt fel a Pancser Police című vígjátékban, színésztársai Mark Wahlberg és Will Ferrell voltak. 2011-ben a Nem írnek való vidék című életrajzi drámában személyesítette meg Danny Greene ír-amerikai gengsztert. A Marvel Thor című 2011-es képregényfilmjében ismét Kenneth Branagh-hal dolgozott együtt (Branagh ezúttal rendezőként vett részt a filmben), Stevenson a címszereplő egyik hűséges bajtársát, Volstaggot alakította (ahogyan a film 2013-as és 2017-es folytatásaiban is). Még ebben az évben Portosz szerepében tűnt fel Paul W. S. Anderson A három testőr-adaptációjában. 
A Dexter 2012-ben sugárzott, 7. évadjában Isaak Sirko szerepét kapta meg. Alakítását egy Szaturnusz-díj-jelöléssel jutalmazták, legjobb televíziós vendégszereplő kategóriában. 2013-ban a G.I. Joe: Megtorlás című akció-sci-fiben játszhatta el Tűzbogár szerepét. 2014-ben Samuel L. Jackson mellett szerepelt a finn-amerikai Big Game – A nagyvad című akció-kalandfilmben. 2014-ben A beavatott című filmben láthatták a nézők – a szerepet A beavatott-sorozat: A lázadó (2015) és A beavatott-sorozat: A hűséges (2016) című folytatásokban is megismételte.
2016-tól 2017-ig a Fekete vitorlák című történelmi drámasorozatban Edward Teach, azaz Feketeszakáll alakját öltötte magára.

## Halála
2023. május 21-én hunyt el, négy nappal az 59. születésnapja előtt. Halálának okát nem hozták nyilvánosságra, egyes beszámolók szerint kórházba került, mialatt a Cassino in Ischia című filmet forgatta az olasz Ischia szigeten. A szerepet Dominic Purcell vette át tőle a filmben.
Az Ahsoka első epizódját, melyet halála után három hónappal, augusztus 23-án mutattak be, az ő emlékének ajánlották.

## Filmográfia

### Film
| Év   | Magyar cím                     | Eredeti cím                              | Szerep                  | Magyar hang       |
| ---- | ------------------------------ | ---------------------------------------- | ----------------------- | ----------------- |
| 1998 | A repülés elmélete             | The Theory of Flight                     | dzsigoló                | Kárpáti Levente   |
| 1999 | Greenwichi idő                 | G:MT – Greenwich Mean Time               | Mr Hardy                |                   |
| 2004 | Artúr király                   | King Arthur                              | Dagonet                 | Balázsi Gyula     |
| 2008 | A helyőrség                    | Outpost                                  | DC                      | Epres Attila      |
| 2008 | A Megtorló – Háborús övezet    | Punisher: War Zone                       | Frank Castle / Megtorló | Epres Attila      |
| 2009 | Rémségek cirkusza              | Cirque du Freak: The Vampire's Assistant | Murlough                | Haás Vander Péter |
| 2010 | Éli könyve                     | The Book of Eli                          | Redridge                | Schneider Zoltán  |
| 2010 | Pancser Police                 | The Other Guys                           | Roger Wesley            | Huszár Zsolt      |
| 2011 | Nem írnek való vidék           | Kill the Irishman                        | Danny Greene            | Haás Vander Péter |
| 2011 | A három testőr                 | The Three Musketeers                     | Portosz                 | Galambos Péter    |
| 2011 | Thor                           | Thor                                     | Volstagg                | Schneider Zoltán  |
| 2013 | G.I. Joe: Megtorlás            | G.I. Joe: Retaliation                    | Tűzbogár                | Epres Attila      |
| 2013 | Jayne Mansfield kocsija        | Jayne Mansfield's Car                    | Phillip Bedford         | Czvetkó Sándor    |
| 2013 | Thor: Sötét világ              | Thor: The Dark World                     | Volstagg                | Schneider Zoltán  |
| 2014 | A beavatott                    | Divergent                                | Marcus Eaton            | Haás Vander Péter |
| 2014 | Big Game – A nagyvad           | Big Game                                 | Morris                  | Jakab Csaba       |
| 2015 | A beavatott-sorozat: A lázadó  | The Divergent Series: Insurgent          | Marcus Eaton            | Haás Vander Péter |
| 2015 | A szállító – Örökség           | The Transporter: Refueled                | Frank Martin Sr.        | Schneider Zoltán  |
| 2016 | A beavatott-sorozat: A hűséges | The Divergent Series: Allegiant          | Marcus Eaton            | Bognár Tamás      |
| 2017 | Thor: Ragnarök                 | Thor: Ragnarok                           | Volstagg                | Schneider Zoltán  |
| 2017 |                                | Cold Skin                                | Gruner                  |                   |
| 2018 | Hullagyáros                    | Accident Man                             | Nagy Ray                | Törköly Levente   |
| 2018 | Végeredmény                    | Final Score                              | Arkady Belav            | Schneider Zoltán  |
| 2022 |                                | RRR                                      | Scott Buxton kormányzó  |                   |
| 2022 | Gyilkos memória                | Memory                                   | Danny Mora nyomozó      | Bognár Tamás      |
| 2022 | Hullagyáros 2.                 | Accident Man: Hitman's Holiday           | Big Ray                 | Törköly Levente   |
| 2024 | Fekete kanári                  | Canary Black                             | Jarvis Hedlund          | Schneider Zoltán  |

### Televízió
| Év        | Magyar cím                    | Eredeti cím                   | Szerep                       | Megjegyzések                                           |
| --------- | ----------------------------- | ----------------------------- | ---------------------------- | ------------------------------------------------------ |
| 1993      |                               | A Woman's Guide to Adultery   | újságíró                     |                                                        |
| 1994      | A búvóhely                    | A Dwelling Place              | Matthew Whitwell             | 3 epizód                                               |
| 1995      |                               | Band of Gold                  | Steve Dickson                | 12 epizód                                              |
| 1996      | Szemben az árral              | The Tide of Life              | Larry Birch                  |                                                        |
| 1997      |                               | Peak Practice                 | Joe Higson                   | 1 epizód                                               |
| 1997      |                               | Drover's Gold                 | Armstrong                    | 5 epizód                                               |
| 1998      |                               | City Central                  | Tony Baynham nyomozó         | 32 epizód                                              |
| 1999      |                               | Love in the 21st Century      | Alex                         | 1 epizód                                               |
| 2000      | Holby Városi Kórház           | Holby City                    | Laurence Haney               | 1 epizód                                               |
| 2000      |                               | The Bill                      | Gartland őrmester            | 1 epizód                                               |
| 2001      |                               | At Home with the Braithwaites | Graham Braithwaite           | 11 epizód                                              |
| 2001      | Dalziel és Pascoe nyomoz      | Dalziel and Pascoe            | Jeff Parry                   | 1 epizód                                               |
| 2003      | Katonazsaru                   | Red Cap                       | Chris Roxborough őrmester    | 1 epizód                                               |
| 2003      | Murphy törvénye               | Murphy's Law                  | Robert Eaglan                | 1 epizód                                               |
| 2004      | Kísért a múlt                 | Waking the Dead               | Dr Tim Faulkner              | 1 epizód                                               |
| 2005–2007 | Róma                          | Rome                          | Titus Pullo                  | 22 epizód                                              |
| 2007      |                               | Life Line                     | Peter Brasco                 | tévéfilm                                               |
| 2009      |                               | The Super Hero Squad Show     | Frank Castle / Megtorló      | 1 epizód                                               |
| 2012      | Dexter                        | Dexter                        | Isaak Sirko                  | 9 epizód                                               |
| 2014      | Crossing Lines – Határtalanul | Crossing Lines                | Miles Lennon                 | 4 epizód                                               |
| 2015      |                               | Saints & Strangers            | Stephen Hopkins              | minisorozat                                            |
| 2016–2017 | Fekete vitorlák               | Black Sails                   | Edward Teach / Feketeszakáll | 11 epizód                                              |
| 2016–2017 | Star Wars: Lázadók            | Star Wars Rebels              | Gar Saxon (hangja)           | 2 epizód                                               |
| 2017      | Rellik                        | Rellik                        | Edward Benton nyomozó        | - minisorozat (6 epizód) - magyar hangja: - Vass Gábor |
| 2019      | Különben dühbe jövök          | Reef Beek                     | Jake Elliot                  | 13 epizód                                              |
| 2019      | A Mediciek hatalma            | Medici: The Magnificent       | Ferrante király              | 2 epizód                                               |
| 2020      | Vikingek                      | Vikings                       | Othere                       | főszereplő (6. évad)                                   |
| 2020      | Star Wars: A klónok háborúja  | Star Wars: The Clone Wars     | Gar Saxon (hangja)           | 2 epizód                                               |
| 2020      | A spanyol hercegnő            | The Spanish Princess          | IV. Jakab skót király        | 2 epizód                                               |
| 2022      | A tengeralattjáró             | Das Boot                      | Jack Swinburne parancsnok    | 8 epizód                                               |
| 2023      | Ahsoka                        | Ahsoka                        | Baylan Skoll (posztumusz)    | - 7 epizód - magyar hangja: - Rába Roland              |

## Díjak és jelölések
| Év   | Díj            | Kategória                         | Jelölt mű | Eredmény |
| ---- | -------------- | --------------------------------- | --------- | -------- |
| 2013 | Szaturnusz-díj | Legjobb televíziós vendégszereplő | Dexter    | Jelölve  |

## Fordítás
- Ez a szócikk részben vagy egészben  a   Ray Stevenson című angol Wikipédia-szócikk fordításán alapul.  Az eredeti cikk szerkesztőit annak laptörténete sorolja fel. Ez a jelzés csupán a megfogalmazás eredetét és a szerzői jogokat jelzi, nem szolgál a cikkben szereplő információk forrásmegjelöléseként.